# Michal Novák
Michal Novák (Karlovy Vary, 26 ottobre 1996) è un fondista ceco.

## Biografia
Attivo in gare FIS dal dicembre del 2012, Novák ha esordito in Coppa del Mondo il 23 gennaio 2016 a Nové Město na Moravě (54º), ai Campionati mondiali a Lahti 2017, dove si è classificato 35º nella 50 km, 43º nella sprint, 12º nella sprint a squadre e 11º nella staffetta, e ai Giochi olimpici invernali a Pyeongchang 2018, piazzandosi 43º nella 15 km, 57º nella sprint e 10º nella staffetta. Ai Mondiali di Seefeld in Tirol 2019 è stato 39º nella 15 km, 36º nella 50 km, 37º nella sprint, 16º nella sprint a squadre e 11º nella staffetta, mentre a quelli di Oberstdorf 2021 si è classificato 35º nella 15 km, 24º nella 50 km, 23º nella sprint, 8º nella sprint a squadre e 11º nella staffetta. Ai XXIV Giochi olimpici invernali di Pechino 2022 si è piazzato 50º nella 15 km, 18º nello skiathlon, 23º nella sprint, 14º nella sprint a squadre e 12º nella staffetta; ai Mondiali di Planica 2023 è stato 12º nella 15 km, 4º nella sprint e 9º nella sprint a squadre e il 26 novembre dello stesso anno ha conquistato a Kuusamo il primo podio in Coppa del Mondo (2º). Ai Mondiali di Trondheim 2025 si è classificato 8º nella 10 km, 11º nella 50 km, 5º nella sprint, 16º nello skiathlon, 7º nella sprint a squadre e 11º nella staffetta.

## Palmarès

### Coppa del Mondo
- Miglior piazzamento in classifica generale: 9º nel 2023
- 1 podio (individuale):
  - 1 secondo posto